# Louis L'Amour
Louis Dearborn L'Amour (rodným příjmením LaMoore; 22. března 1908, Jamestown – 10. června 1988, Los Angeles) byl americký spisovatel, jenž proslul zejména jako autor westernů (Last of the Breed, Hondo, Shalako ad.). Psal také historickou beletrii (The Walking Drum), sci-fi (The Haunted Mesa), literaturu faktu (Frontier) či poezii. Mnoho z jeho příběhů bylo zfilmováno. Napsal 100 románů a přes 250 povídek. K roku 2010 činil počet prodaných výtisků jeho knih 320 milionů.

## Život
Narodil se v Severní Dakotě jako sedmé dítě veterináře, místního politika a obchodníka se zemědělským vybavením. Jeho matka měla irské předky, zatímco jeho otec byl francouzsko-kanadského původu a změnil si francouzské jméno L'Amour na anglické LaMoore. Avšak jeho syn se později k francouzské verzi vrátil.
Poté, co série bankovních krachů zdevastovala ekonomiku horního Středozápadu, rodina se vydala na jih (Texas, Nové Mexiko, Arizona, Kalifornie, Nevada). Díky tomu Louis potkal širokou škálu lidí různého původu, podle nichž později vytvořil postavy svých románů. Začal pracovat jako důlní odhadce, pak byl profesionálním boxerem a nakonec námořníkem. Díky tomu procestoval celý svět, navštívil Japonsko, Čínu, Borneo, Indonésii, Egypt nebo Panamu. V Tibetu byl jistý členem lupičské bandy. Na počátku 30. let se usadil v Oklahomě a rozhodl se pro psaní.
Psal články o boxu, s nimiž měl úspěch, ale jeho povídky se dlouho nemohly prosadit. Až kolem roku 1938 si vydobyl slušnou pozici v pulp magazines (rodokapsech). Vytvořil postavu žoldáckého námořního kapitána Jima Maya a napsal devět jeho příběhů. Až ve čtyřicátých letech napsal svůj první western (The Town No Guns Could Tame.). Nicméně až do začátku druhé světové války nebyl v pozici, že by se mohl psaním živit a přiživoval se jako dělník a námořník.
Během války sloužil v armádě Spojených států jako poručík u 362. Quartermaster Truck Company. Zúčastnil se i bojů v Evropě. Po válce pokračoval v psaní příběhů pro časopisy. V roce 1946 mu Dime Western Magazine (součást vydavatelského domu Standard Magazines) otiskl western Law of the Desert Born. To znamenalo průlom. Vydavatel Leo Margulies mu nabídl slušnou smlouvu na psaní westernů pro jeho časopisy, částečně pod jménem "Jim Mayo". Napsal také dva texty pod jménem "Tex Burns", byť se k nim později nehlásil.
V roce 1950 vydal první knižní román (Westward The Tide). Povídka The Gift of Cochise , jež byla otištěna v časopise Colliers (1952), nadchla Johna Wayna a Roberta Fellowse, kteří koupili filmová práva (za 4 000 dolarů). Film byl natočen pod názvem Hondo, i s L'Amourovými zásahy do scénáře. L'Amour pak vydal Hondo jako román, s reklamním textem od Johna Wayna, že „nikdy lepší western nečetl“. To přineslo definitivní průlom a komerční úspěch. Od té doby se L'Amour mohl literaturou živit. Během zbytku desetiletí napsal velké množství románů, často tři ročně, někdy i víc. L'Amourova kariéra vzkvétala v průběhu 60. let, kdy začal pracovat na sérii románů o rodině Sackettových. První díl ze série se jmenoval The Daybreakers (1960). L'Amour dosáhl navíc takového postavení, že si mohl dovolit vstupovat i do jiných žánrů, jako je thriller, sci-fi nebo literatura faktu. Roku 1980 získal National Book Award v kategorii western, která existovala jen v tomto ročníku. Bylo to za román Bendigo Shafter (1979).